# Karl Zlatarits
Karl Zlatarits (* 13. September 1877 in Rauhriegel, Gemeinde Weiden bei Rechnitz; † 16. Jänner 1970 in Wien) war ein österreichischer Bergarbeiter und Politiker (SDAP). Zlatarits war von 1925 bis 1927 Abgeordneter zum Burgenländischen Landtag.

## Leben
Karl Zlatarits wurde als Sohn des Grundbesitzers und Landwirts Karl Zlatarits aus Rauhriegel geboren. Er wuchs in einer burgenland-kroatischen Familie auf und war nach der Volksschule als Hilfsarbeiter und Bergarbeiter im Antimonerzbergbau in Stadtschlaining beschäftigt. Er wurde am Meidlinger Friedhof bestattet.
Zlatarits war verheiratet.

## Politik
Zlatarits engagierte sich in der Sozialdemokratischen Arbeiterpartei im Burgenland und wurde am 30. Dezember 1925 als Abgeordneter zum Burgenländischen Landtag angelobt, nachdem Zlatarits für den ausgeschiedenen Abgeordneten Tobias Piff nachgerückt war. Zlatarits vertrat die Sozialdemokratische Arbeiterpartei bis zum 20. Mai 1927 im Landtag.